# Tour Down Under 2019
Il Tour Down Under 2019, ventunesima edizione della corsa, valido come prima prova dell'UCI World Tour 2019 categoria 2.UWT, si è svolto in sei tappe dal 15 al 20 gennaio 2019 su un percorso di 827,5 km, con partenza da North Adelaide e arrivo a Willunga Hill, in Australia. La vittoria è stata appannaggio del sudafricano Daryl Impey, che ha completato il percorso in 20h30'42" precedendo l'australiano Richie Porte e l'olandese Wout Poels.
Al traguardo di Willunga Hill 129 ciclisti, su 133 partiti da North Adelaide, hanno portato a termine la competizione.

## Tappe
| Tappa  | Data       | Percorso                       | km    | Vincitore di tappa | Leader cl. generale |
| ------ | ---------- | ------------------------------ | ----- | ------------------ | ------------------- |
| 1ª     | 15 gennaio | North Adelaide > Port Adelaide | 129   | Elia Viviani       | Elia Viviani        |
| 2ª     | 16 gennaio | Norwood > Angaston             | 122,1 | Patrick Bevin      | Patrick Bevin       |
| 3ª     | 17 gennaio | Lobethal > Uraidla             | 146,2 | Peter Sagan        | Patrick Bevin       |
| 4ª     | 18 gennaio | Unley > Campbelltown           | 129,2 | Daryl Impey        | Patrick Bevin       |
| 5ª     | 19 gennaio | Glenelg > Strathalbyn          | 149,5 | Jasper Philipsen   | Patrick Bevin       |
| 6ª     | 20 gennaio | McLaren Vale > Willunga Hill   | 151,5 | Richie Porte       | Daryl Impey         |
| Totale | Totale     | Totale                         | 827,5 |                    |                     |

## Squadre e corridori partecipanti
| N.    | Cod. | Squadra             |
| ----- | ---- | ------------------- |
| 1-7   | MTS  | Mitchelton-Scott    |
| 11-17 | BOH  | Bora-Hansgrohe      |
| 21-27 | TFS  | Trek-Segafredo      |
| 31-37 | LTS  | Lotto Soudal        |
| 41-47 | UAD  | UAE Team Emirates   |
| 51-57 | TDD  | Team Dimension Data |
| 61-67 | TBM  | Bahrain-Merida      |
| 71-77 | EF1  | EF Education First  |
| 81-87 | SUN  | Team Sunweb         |
| 91-97 | ALM  | AG2R La Mondiale    |

| N.      | Cod. | Squadra               |
| ------- | ---- | --------------------- |
| 101-107 | AST  | Astana Pro Team       |
| 111-117 | TKA  | Team Katusha Alpecin  |
| 121-127 | GFC  | Groupama-FDJ          |
| 131-137 | MOV  | Movistar Team         |
| 141-147 | DQT  | Deceuninck-Quick-Step |
| 151-157 | TJV  | Team Jumbo-Visma      |
| 161-167 | SKY  | Team Sky              |
| 171-177 | CPT  | CCC Team              |
| 181-187 | UNI  | UniSA-Australia       |

## Dettagli delle tappe

### 1ª tappa
- 15 gennaio: North Adelaide > Port Adelaide – 129 km[1]

Risultati
| Pos. | Corridore      | Squadra    | Tempo    |
| ---- | -------------- | ---------- | -------- |
| 1    | Elia Viviani   | Quick-Step | 3h19'47" |
| 2    | Max Walscheid  | Sunweb     | s.t.     |
| 3    | Jakub Mareczko | CCC        | s.t.     |

| Pos. | Corridore     | Squadra    | Tempo    |
| ---- | ------------- | ---------- | -------- |
| 1    | Elia Viviani  | Quick-Step | 3h19'37" |
| 2    | Max Walscheid | Sunweb     | a 4"     |
| 3    | Patrick Bevin | CCC        | a 5"     |

### 2ª tappa
- 16 gennaio: Norwood > Angaston – 122,1 km[2]

Risultati
| Pos. | Corridore     | Squadra | Tempo    |
| ---- | ------------- | ------- | -------- |
| 1    | Patrick Bevin | CCC     | 3h14'31" |
| 2    | Caleb Ewan    | Lotto   | s.t.     |
| 3    | Peter Sagan   | Bora    | s.t.     |

| Pos. | Corridore     | Squadra    | Tempo    |
| ---- | ------------- | ---------- | -------- |
| 1    | Patrick Bevin | CCC        | 6h34'03" |
| 2    | Elia Viviani  | Quick-Step | a 5"     |
| 3    | Caleb Ewan    | Lotto      | a 9"     |

### 3ª tappa
- 17 gennaio: Lobethal > Uraidla – 146,2 km

Risultati
| Pos. | Corridore         | Squadra    | Tempo    |
| ---- | ----------------- | ---------- | -------- |
| 1    | Peter Sagan       | Bora       | 3h46'06" |
| 2    | Luis León Sánchez | Astana     | s.t.     |
| 3    | Daryl Impey       | Mitchelton | s.t.     |

| Pos. | Corridore         | Squadra | Tempo     |
| ---- | ----------------- | ------- | --------- |
| 1    | Patrick Bevin     | CCC     | 10h20'09" |
| 2    | Peter Sagan       | Bora    | a 1"      |
| 3    | Luis León Sánchez | Astana  | a 9"      |

### 4ª tappa
- 18 gennaio: Unley > Campbelltown – 129,2 km

Risultati
| Pos. | Corridore         | Squadra    | Tempo    |
| ---- | ----------------- | ---------- | -------- |
| 1    | Daryl Impey       | Mitchelton | 3h03'27" |
| 2    | Patrick Bevin     | CCC        | s.t.     |
| 3    | Luis León Sánchez | Astana     | s.t.     |

| Pos. | Corridore         | Squadra    | Tempo     |
| ---- | ----------------- | ---------- | --------- |
| 1    | Patrick Bevin     | CCC        | 13h23'30" |
| 2    | Daryl Impey       | Mitchelton | a 7"      |
| 3    | Luis León Sánchez | Astana     | a 11"     |

### 5ª tappa
- 19 gennaio: Glenelg > Strathalbyn – 149,5 km

Risultati
| Pos. | Corridore        | Squadra | Tempo    |
| ---- | ---------------- | ------- | -------- |
| 1    | Jasper Philipsen | UAE     | 3h37'00" |
| 2    | Peter Sagan      | Bora    | s.t.     |
| 3    | Danny van Poppel | Jumbo   | s.t.     |

| Pos. | Corridore         | Squadra    | Tempo     |
| ---- | ----------------- | ---------- | --------- |
| 1    | Patrick Bevin     | CCC        | 17h00'25" |
| 2    | Daryl Impey       | Mitchelton | a 7"      |
| 3    | Luis León Sánchez | Astana     | a 16"     |

### 6ª tappa
- 20 gennaio: McLaren Vale > Willunga Hill – 151,5 km

Risultati
| Pos. | Corridore    | Squadra    | Tempo    |
| ---- | ------------ | ---------- | -------- |
| 1    | Richie Porte | Trek       | 3h30'14" |
| 2    | Wout Poels   | Sky        | s.t.     |
| 3    | Daryl Impey  | Mitchelton | s.t.     |

| Pos. | Corridore    | Squadra    | Tempo     |
| ---- | ------------ | ---------- | --------- |
| 1    | Daryl Impey  | Mitchelton | 20h30'42" |
| 2    | Richie Porte | Trek       | a 13"     |
| 2    | Wout Poels   | Sky        | a 17"     |

## Evoluzione delle classifiche
| Tappa              | Vincitore          | Classifica generale Maglia ocra | Classifica a punti Maglia blu | Classifica scalatori Maglia a pois blu | Classifica giovani Maglia bianca | Classifica a squadre Numero giallo | Premio combattività Numero rosso |
| ------------------ | ------------------ | ------------------------------- | ----------------------------- | -------------------------------------- | -------------------------------- | ---------------------------------- | -------------------------------- |
| 1ª                 | Elia Viviani       | Elia Viviani                    | Elia Viviani                  | Jason Lea                              | Michael Storer                   | UAE Team Emirates                  | Patrick Bevin                    |
| 2ª                 | Patrick Bevin      | Patrick Bevin                   | Elia Viviani                  | Jason Lea                              | Caleb Ewan                       | UAE Team Emirates                  | Matthieu Ladagnous               |
| 3ª                 | Peter Sagan        | Patrick Bevin                   | Peter Sagan                   | Jason Lea                              | Michael Storer                   | UAE Team Emirates                  | Manuele Boaro                    |
| 4ª                 | Daryl Impey        | Patrick Bevin                   | Patrick Bevin                 | Jason Lea                              | Chris Hamilton                   | UAE Team Emirates                  | Thomas De Gendt                  |
| 5ª                 | Jasper Philipsen   | Patrick Bevin                   | Patrick Bevin                 | Jason Lea                              | Ryan Gibbons                     | UAE Team Emirates                  | Matthieu Ladagnous               |
| 6ª                 | Richie Porte       | Daryl Impey                     | Patrick Bevin                 | Jason Lea                              | Chris Hamilton                   | UAE Team Emirates                  | Danny van Poppel                 |
| Classifiche finali | Classifiche finali | Daryl Impey                     | Patrick Bevin                 | Jason Lea                              | Chris Hamilton                   | UAE Team Emirates                  | non assegnato                    |

## Classifiche finali

### Classifica generale - Maglia ocra
| Pos. | Corridore         | Squadra      | Tempo     |
| ---- | ----------------- | ------------ | --------- |
| 1    | Daryl Impey       | Mitchelton   | 20h30'42" |
| 2    | Richie Porte      | Trek         | a 13"     |
| 3    | Wout Poels        | Sky          | a 17"     |
| 4    | Luis León Sánchez | Astana       | a 19"     |
| 5    | Rohan Dennis      | Bahrain-Mer. | a 26"     |
| 6    | Chris Hamilton    | Sunweb       | s.t.      |
| 7    | Michael Woods     | Educ. First  | a 38"     |
| 8    | Ruben Guerreiro   | Katusha      | a 40"     |
| 9    | Diego Ulissi      | UAE          | s.t.      |
| 10   | Dries Devenyns    | Deceuninck   | s.t.      |

### Classifica a punti - Maglia blu
| Pos. | Corridore         | Squadra    | Punti |
| ---- | ----------------- | ---------- | ----- |
| 1    | Patrick Bevin     | CCC        | 56    |
| 2    | Danny van Poppel  | Jumbo      | 54    |
| 3    | Peter Sagan       | Bora       | 50    |
| 4    | Daryl Impey       | Mitchelton | 49    |
| 5    | Luis León Sánchez | Astana     | 46    |

### Classifica scalatori - Maglia a pois blu
| Pos. | Corridore       | Squadra | Punti |
| ---- | --------------- | ------- | ----- |
| 1    | Jason Lea       | UniSA   | 30    |
| 2    | Wout Poels      | Sky     | 30    |
| 3    | Richie Porte    | Trek    | 28    |
| 4    | George Bennett  | Jumbo   | 16    |
| 5    | Kenny Elissonde | Sky     | 16    |

### Classifica giovani - Maglia bianca
| Pos. | Corridore       | Squadra   | Tempo     |
| ---- | --------------- | --------- | --------- |
| 1    | Chris Hamilton  | Sunweb    | 20h31'15" |
| 2    | Ruben Guerreiro | Katusha   | a 7"      |
| 3    | Ryan Gibbons    | Dimension | a 10"     |
| 4    | Tadej Pogačar   | UAE       | s.t.      |
| 5    | Jai Hindley     | Sunweb    | a 33"     |

### Classifica a squadre
| Pos. | Squadra             | Tempo     |
| ---- | ------------------- | --------- |
| 1    | UAE Team Emirates   | 61h34'22" |
| 2    | Bahrain-Merida      | a 43"     |
| 3    | Team Dimension Data | a 55"     |
| 4    | Team Sunweb         | a 1'11"   |
| 5    | Movistar Team       | a 1'54"   |